# Mary Gauthier
Pour les articles homonymes, voir Gauthier.
Mary Gauthier (/ɡoʊʃeɪ/) est une auteure-compositrice-interprète américaine.

## Biographie
Mary Gauthier est née le 11 mars 1962 à La Nouvelle-Orléans en Louisiane. Elle a été adoptée par une famille de Thibodaux et a vécu à Bâton-Rouge toujours en Louisiane, pendant une quinzaine d'années. Après une adolescence et une vie de jeune adulte mouvementée et des années de galère, elle commence à écrire et composer à l'âge de 35 ans au moment où elle tient un restaurant cadien à Boston qui s'appelait Dixie Kitchen qui est aussi le titre de son premier CD. Elle vend, ensuite, les parts de son restaurant pour produire son deuxième CD Drag Queens in Limousines. Elle vit actuellement à Nashville.
Elle se définit elle-même comme une « chanteuse folk du Sud » et précise que les gens du Nord pensent qu'elle est une chanteuse country et ceux du Sud qu'elle est folk à cause des sujets qu'elle traite dans ses textes.

### Vie privée
Mary Gauthier est ouvertement lesbienne.

## Discographie
- Dixie Kitchen (1997)
- Drag Queens in Limousines (1999)
- Filth and Fire (2002)
- Mercy Now (2005)
- Between Daylight And Dark (2007)
- Genesis (The early years) (2008)
- The Foundling (2010)
- The Foundling Alone (2011) (Acoustic Demos)
- Live at Blue Rock (2012)
- Trouble & love (2014)
- Rifles & Rosary beads (2018)

## Écrits
- Holiday Inn, Again in Amplified. Ouvrage Collectif (Une histoire courte parmi les 16 écrites par d'autres auteurs-compositeurs). Ed. Julie Schaper & Steven Horwitz, Melville House Publishing, New-York, 2009, 320p.